# フィリップ・バーカー＝ウェッブ

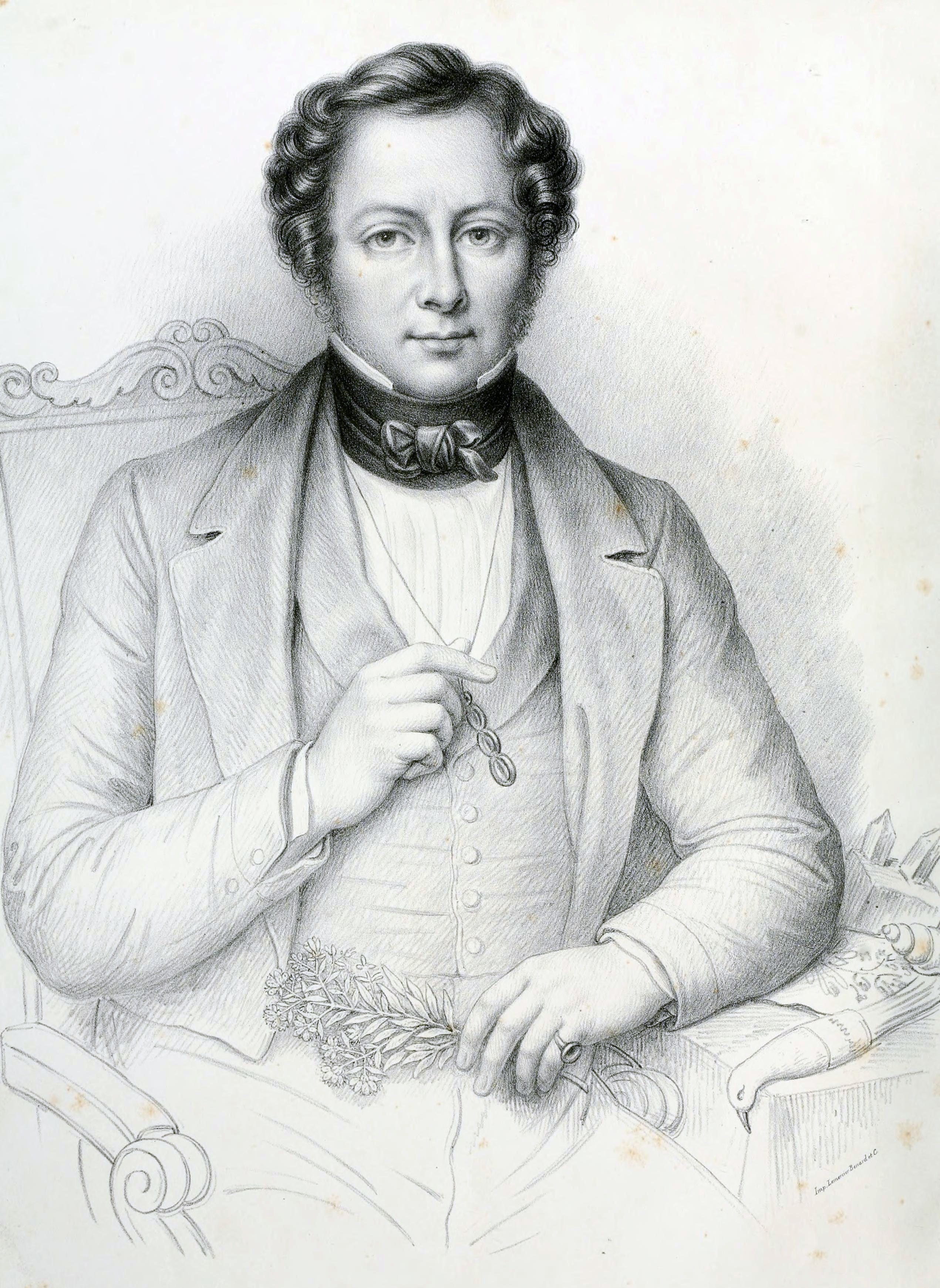
Philip Barker Webb

フィリップ・バーカー＝ウェッブ（Philip Barker-Webb FRS、1793年7月10日 – 1854年8月31日）は、イギリスの植物学者である。

## 略歴
サリー州のミルフォードに裕福な名門の家に生まれた。母親の父親はロバート・バーカー卿で、父親の祖先にはフィリップ・ウェッブ（Philip Carteret Webb;1702-1770）がいる。パブリックスクールのハーロー校からオックスフォード大学のクライストチャーチに進み、語学、植物学、地質学を学び、1815年に卒業した。イタリアやスペイン、ポルトガルで植物採集を行い、モロッコのテトゥアン州の山地で植物採集を行った最初のヨーロッパ人となった。ブラジルでの採集旅行の中継地のカナリア諸島に長く留まることになり、カナリア諸島の植物の地域的特徴を研究した。これらの地域をマカロネシアという呼称で呼んだ。この研究の成果は、カナリア諸島に住んでいた、サバン・ベルトロと共著で、20年かけて、9巻の『カナリア諸島の自然史』（"L'Histoire Naturelle des Iles Canaries"）としてまとめられた。昆虫学者、マッカール（Justin Pierre Marie Macquart）らもその専門分野を執筆した。
ウェッブの標本はフィレンツェ自然史博物館（Museo di Storia Naturale di Firenze in Florence）に寄付された。
1824年3月25日に王立協会のフェローに選ばれたが、その年、除名された。ロンドン考古協会、ロンドン・リンネ協会、ロンドン地質学会の会員でもあった。パリで没した。

## 著作
- Sabin Berthelot・Alfred Moquin-Tandonとの共著: L'Histoire Naturelle des Îles Canaries, 9巻, Paris 1836–1844.
- Iter hispaniense. 1838.
- Otia hispanica. 1839、1853.